# Hob
Hob — компьютерная игра в жанре Action-adventure, разработанная и изданная компанией Runic Games. Релиз игры состоялся на платформах Windows и PlayStation 4 и 26 сентября 2017 года соответственно, а на Nintendo Switch 4 Апреля 2019 года.
Игра представляет собой игру с изометрическим видом. Управляя безымянным героем в красном плаще, игрок ходит по миру, решает простые загадки и сражается с различными врагами, разнообразие которых увеличивается по мере прохождения игры.

## Геймплей
Главный герой игры одет в красный плащ и капюшон, из-под которого видны его синие глаза. Имя героя неизвестно, а за всю игру персонаж не скажет ни слова.
Игра начинается с того, что большой робот открывает запечатанную дверь и герой выходит из неизвестного каменного сооружения для того, чтобы исследовать мир.
В игре нет ни задач, ни квестов, с самого начала игры игрок может идти в любом направлении и исследовать мир.
В самом начале игры, после того как игрок проследует за роботом, героя кусает цветок. Он падает, корчась от боли, но на помощь приходит робот и отрубает заражённую руку. После этого герой просыпается в каменной комнате и вместо отрубленной руки он видит металлическую руку, намного больше той, что была раньше. Это рука того самого робота-спасателя.
Гуляя по миру, герой снова встретит робота. Машина дарит герою две детали от меча, а последняя будет находиться в земле неподалёку, но рядом с ней сидит что-то похожее на мумию. После того как герой достанет деталь, мумия превратится в пыль.
С деталями меча игрок заходит
в двери, и попадает в металлическую комнату. В ней можно найти кузницу, в которой герой дадут возможность сделать меч, а также многие другие орудия. В той же комнате есть устройство, которое поможет герою выучить новые способности (однако в начале игры герою нечего купить, так как для покупки нужна игровая валюта в виде зелёных сфер). Чтобы не заблудиться, у игрока есть карта.
Своей металлической рукой герой может ломать некоторые каменные стены (они отличаются от остальных и выглядят как сдвинутые кирпичи). Игрок может взбираться по некоторым стенам, где есть зелёные растения, а также передвигать определённые камни.
В мире есть враждебные монстры, которые нападают на нашего героя. Но присутствует и дружелюбная фауна, которая выглядит довольно мило. В игре существуют цветы, внутри которых находятся сердца, благодаря которым у героя появляется ещё одна ячейка здоровья. Также есть каменные колонны, при взаимодействии с которыми игрок получает игровую валюту.

## Разработка
18 августа 2015 года студия Runic Games объявила, что будет выпускать третью по счету игру название которой Hob. Первые две игры, которые выпустила Runic Games были Action/RPG (Torchlight, Torchlight II). Игра Hob также будет в жанре Action-adventure.
1 августа 2017 года стало известно, что игра выйдет 26 сентября 2017 года на платформах PC, PS4. Так же появились сведения о том, что игра будет напоминать такие игры, как Journey и Rime.

## Оценки
| Сводный рейтинг       | Сводный рейтинг                            |
| Агрегатор             | Оценка                                     |
| --------------------- | ------------------------------------------ |
| GameRankings          | - PS4: 80,58 % - PC: 71,36 % - NS: 76,82 % |
| Иноязычные издания    |                                            |
| Издание               | Оценка                                     |
| Destructoid           | 5/10                                       |
| Eurogamer             | Recommended                                |
| Game Informer         | 8/10                                       |
| IGN                   | 7,8/10                                     |
| Nintendo Life         | [ 9 ]                                      |
| Nintendo World Report | 7/10                                       |
| PC Gamer (US)         | 77/100                                     |

Летом 2018 года, благодаря уязвимости в защите Steam Web API, стало известно, что точное количество пользователей сервиса Steam, которые играли в игру хотя бы один раз, составляет 90 716 человек.